# 全国女性税理士連盟
全国女性税理士連盟（ぜんこくじょせいぜいりしれんめい、略称、女税連）は、女性税理士の親睦と研鑽、社会的地位の向上と権益の擁護を目的として昭和33年に設立された。

## 活動
親睦、研鑽を目的としたネットワークのみでなく、女性税理士の視点にたった活動を行っている。たとえば、税理士の職業としての要請から、2002年の調査では、女性税理士の7割が選択的夫婦別姓制度の導入に賛成し、3.1%が実際に事実婚を実践しているが、このような状況に鑑み、組織としても、選択的夫婦別姓制度の導入に積極的な活動を行っている。

## 沿革
- 1958年　「全国婦人税理士連盟」として創立
- 1975年　「民法を一部改正する法律」に関する請願
- 1994年　「税理士会会員の通称利用についてのお願い」を日税連に提出
- 1995年　「全国女性税理士連盟」に改称
- 2003年　税理士会会員の通称利用が可能となる